# Cañada Rica, Veracruz
Cañada Rica är en ort i Mexiko.   Den ligger i kommunen Tecolutla och delstaten Veracruz, i den sydöstra delen av landet, 230 km öster om huvudstaden Mexico City. Cañada Rica ligger 67 meter över havet och antalet invånare är 977.
Terrängen runt Cañada Rica är platt åt nordost, men åt sydväst är den kuperad. Terrängen runt Cañada Rica sluttar österut. Runt Cañada Rica är det ganska tätbefolkat, med 222 invånare per kvadratkilometer. Närmaste större samhälle är Gutiérrez Zamora, 15,3 km norr om Cañada Rica. Omgivningarna runt Cañada Rica är en mosaik av jordbruksmark och naturlig växtlighet.